# Taal Aktie Komitee

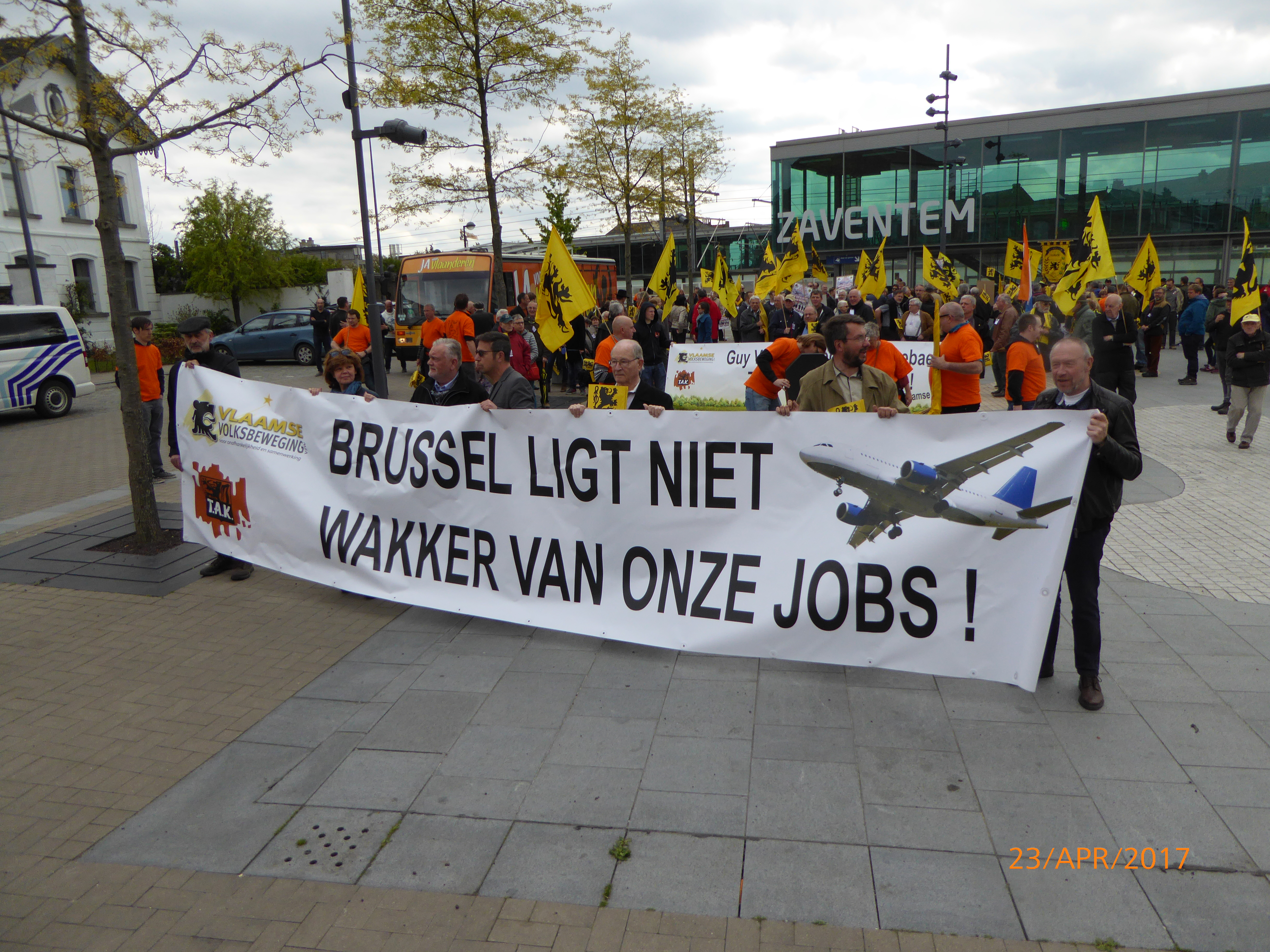

Le Taal Aktie Komitee ou TAK (« comité d'action linguistique ») est un groupe d’action flamand né en 1972 de la rencontre entre l'avocat gantois Piet De Pauw, membre de la Volksunie et ancien membre du VMO ; et son client Roger Ransbeeck, ex-membre de la VMO. Le TAK s’oppose à la présence des francophones en Flandre de crainte que s'étende la francisation de Bruxelles, souvent de façon violente, et entend être un acteur de l'indépendance de la Flandre. À l’instar des autres mouvements flamands d’extrême droite dont le VMO, le TAK plaide pour une amnistie des anciens collaborateurs nazis,.

## Historique
Dans la nuit du vendredi 11 septembre au samedi 12 septembre 1970, en pleine campagne électorale, un militant du FDF, le colleur d’affiches Jacques Georgin, et trois de ses compagnons ont été attaqués par neuf individus descendus d’une camionnette avec des pieds de tables. Ces assaillants étaient des « colleurs d’affiches » de la Volksunie dont certains étaient membres ou sympathisants de l’Organisation des Militants flamands (« Vlaamse Militanten Organisatie », VMO), un groupe d'action d'extrême droite flamande. Jacques Georgin a été battu à coups de pied de table et décèdera ensuite d’une crise cardiaque,. Parmi les agresseurs se trouvait le militant de la VMO Roger Van Ransbeeck. À la suite de la condamnation du commando, le président de la VMO, Bob Maes, décida de dissoudre la VMO afin de protéger ses membres d'éventuelles suites. En prison, Van Ransbeeck avec son avocat Piet De Pauw, également avocat de la Volksunie, en sont venus à la conclusion que quelque chose de neuf et différent de la VMO était nécessaire. Ce sera un groupe d'action, composé de jeunes personnes, axé sur les actions en matière linguistique (notamment la non-conformité avec la législation linguistique et la francisation des communes de la frontière linguistique). Trois groupes ont été constitués, un dans le Brabant flamand dirigé par Roger Van Ransbeeck, un deuxième à Gand dirigé par Piet De Pauw et un troisième à Zwalin dirigé par l’avocat Marcel de Boe. 
Le 26 mars 1972 est généralement considéré comme la date de fondation du TAK qui était initialement appelé Aktiekomitee Brussel en Taalgrens. L'évènement qui marque cette fondation était une randonnée de 44 km entre Gand et La Houppe (un hameau de Flobecq) réunissant 187 nationalistes flamands,. Le changement de nom en Taal Aktie Komitee a été initié par Florimond Grammens, un politicien flamand connu pour son activisme linguistique, il a notamment travaillé sur l'application des lois linguistiques et la fixation de la frontière linguistique en Belgique. Étant donné le thème commun des actions du TAK et de la politique de Grammens, le TAK était naturellement entré en contact avec Grammens. Grammens ne jouait pas un grand rôle au sein du nouveau groupe d'action, cependant, ce rôle est important pour trois raisons. Premièrement, il a donné au Taal Aktie Komitee son nom, deuxièmement, par sa présence il a favorisé une large couverture médiatique des actions du TAK et, troisièmement, ses nombreuses années d'expérience en matière linguistique étaient une aide précieuse pour les nouvelles initiatives du TAK. Grammens a ainsi favorisé en avril 1972 une réunion avec ministre de l'Intérieur, Renaat van Elslande, par ailleurs ami personnel de Grammens. Les chemins de Grammens et du TAK se sont séparés en 1973.
Après le mois de mars 1972, Piet De Pauw annonça dans un communiqué la réussite du développement des centres d'action en Flandre qui conduirait à une action générale sur la frontière linguistique. 
Lors de sa création, le TAK était faiblement structuré. Il était muni d'un conseil, de représentants régionaux et des militants. Le conseil prenait les décisions concernant les opérations à mener, leur lieu et leur date et examinait les autres problèmes éventuels. Les représentants régionaux assuraient le recrutement de nouveaux militants ou des sympathisants. 
D'un groupe d'action qui se concentrait exclusivement sur les questions linguistiques, le TAK évoluera rapidement vers une politique d’actions axée sur l'indépendance de la Flandre. Cette volonté de promotion de l'indépendance était mentionnée dès la parution du premier numéro de la revue interne du TAK, le Taktivist. En septembre 1975, le mouvement républicain flamand (« Vlaams Republikeinse Beweging », VRB) issus du TAK, brièvement transformée en parti républicain flamand (« Vlaams Republikeinse Partij »VRP), fusionnera avec le Vlaams Blok. La création du VRP avait pour but d'établir un groupe de pression républicain.
En mai 1977, Piet De Pauw a démissionné du TAK pour des raisons personnelles. Eric Crommelynck, jusque-là membre du conseil d’administration du TAK et rédacteur en chef du magazine interne « De Taktivist », prend la direction du TAK jusqu'à la fin de 1986. Dès la fin 1986, Guido Moons devient le nouveau patron du TAK. En 1992, il a signé un accord de coopération avec Peter De Roover, président du Mouvement populaire flamand ( « Vlaamse Volksbeweging », VVB), la plus importante fédération d’organisations nationalistes. Fin 1995, Guido Moons a démissionné et a été remplacé par Bart Lunes Valck. Récemment, Roel De Leener, ancien président de NSV-Leuven, est devenu le nouveau porte-parole du TAK.

## Objectifs
Dès la fondation en 1972, le programme de base du TAK était d’œuvrer à l'indépendance de la Flandre par les actions suivantes :
- la néerlandisation de l'économie ;
- la mise en œuvre intégrale de la législation linguistique à Bruxelles et dans les communes de la frontière linguistique ;
- la suppression des facilités ;
- le transfert en Flandre de certains territoires francophones revendiqués par les nationalistes flamands.

## Mode d'action
C'est au travers des médias que le TAK entend influencer l'opinion publique. Selon le TAK, une action bien planifiée et spectaculaire peut causer davantage qu'un discours des dizaines de conférences, des symposiums, des séminaires ou des articles de revues. Le TAK s’est fait rapidement connaître pour ses actions contre la Belgique et en faveur de l’indépendance de la Flandre. Il a notamment manifesté contre l’Affaire des guichets Schaerbeekois et la question des Fourons. Certaines de ces actions vont au-delà des campagnes pacifiques, telles que la comparaison de la situation linguistique à Bruxelles avec l’exclusion des juifs durant la seconde guerre mondiale, l’entartage de politiciens jugés anti-flamands ou la construction d'un mur devant l'entrée de la maison communale de Linkebeek.
en février 1996, le TAK organise à Ostdunkerque une manifestation de soutien à la collaboratrice Irma Laplasse.
En 1998, Le TAK a muré la porte d'accès à la maison communale de la commune à facilités de Linkebeek et a saccagé en 2010 la nouvelle toiture de la maison communale de Linkebeek.
Le 5 mars 2011, des militants du TAK s’en sont pris à des commerçants de Zaventem qu’ils jugeaient trop francophiles. Le TAK estime que « de plus en plus de commerces de Zaventem affichent des inscriptions bilingues, voire uniquement en français, pour attirer davantage de clients. Cela donne l’impression que Zaventem est une commune bilingue, une sorte de zone de débordement de Bruxelles, ou même une partie de Bruxelles ». Le TAK exige des commerçants concernés de n’afficher que des inscriptions en néerlandais et de donner clairement la priorité au néerlandais lors de leurs échanges avec leurs clients. Il réclame également davantage de vigilance de la part de la commune. La police n’a effectué aucune interpellation.

## Publications
Le TAK publie sa propagande dans leur revue « De Taktivist », initialement en tant que supplément du magazine néerlandophone Doorbraakuit, avant de devenir un trimestriel séparé.
D'autres canaux de communication existent également sur leur site internet.